# 立陶宛—英國關係
立陶宛–英國關係是指英國及立陶宛之間的外交關係。英國從不承認蘇聯於1940年對立陶宛的併吞。英國於1991年8月27日承認立陶宛的復國，兩國於1991年10月建交。 
英國於維爾紐斯設有大使館。並在克萊佩達設有名譽領事館，立陶宛則在倫敦設有大使館。

## 外部連接
- British Foreign and Commonwealth Office about relations with Lithuania
- British embassy in Vilnius （页面存档备份，存于）
- Lithuanian embassy in London （页面存档备份，存于）